# Mike Birbiglia
Mike Birbiglia, född 20 juni 1978 i Shrewsbury i Massachusetts, är en amerikansk ståuppkomiker, skribent och skådespelare.
Mike Birbiglia tog examen från Georgetown University i Washington DC år 2000.  Under studietiden var han med i skolans improvisationsteatergrupp The Georgetown Improv Association. För närvarande bor han med sin fru i New Yorks Upper West Side. Han är sömngångare och föll ner från andra våningen under en ståuppturné vilket resulterade i 33 stygn i benet. Han har skrivit en off-Broadway pjäs som heter Sleepwalk with me, ungefär Gå i sömnen med mig, som började spelas i november 2008. Han har gett ut tre skivor med ståuppmaterial och deltagit i det internationella radioprogrammet This American Life.
I oktober 2010 gav Mike Birbiglia ut boken Sleepwalk With Me and Other Painfully True Stories, ungefär Gå i sömnen med mig och andra smärtsamt sanna historier vilken placerade sig som nummer 29 på listan New York Times Bestseller List och nummer fyra på Washington Posts lista Political Bookworm Best Sellers.

## Diskografi
- 2004: Dog Years
- 2005: Invite Them Up (Comedy Central
- 2006: Two Drink Mike
- 2007: My Secret Public Journal Live
- 2008: What I Should Have Said Was Nothing (DVD)
- 2011: Sleepwalk with Me Live
- 2013: My Girlfriend's Boyfriend